# Pulau Maitara
Pulau Maitara är en ö i Indonesien. Den ligger i den nordöstra delen av landet, 2 400 km öster om huvudstaden Jakarta.